# Frédérique Émilie Auguste O’Connell
Frédérique Émilie Auguste O’Connell (* 28. März 1822 in Potsdam als Emilie Friederike Auguste Miethe; † 21. Oktober 1885 in Paris) war eine deutsche Malerin und Radiererin, die in Paris lebte und arbeitete. Sie unterrichtete Kunst und unterhielt einen literarisch-musischen Salon.

## Leben
Friederike Miethe war das älteste von neun Kindern des Pfefferküchlermeisters und Schokoladenfabrikanten Johann Friedrich Miethe (1791–1832) und seiner Frau Emilie Miethe, geb. Blumenthal. 1840 ließ sich die Familie in Berlin nieder. Als sie 15 Jahre alt war (1838), wurde ihre Begabung mit dem Gemälde Raffael und La Fornarina bekannt. Im Alter von 18 Jahren (1840) nahm Friederike in Berlin bei Wilhelm Herbig, August Remy und Carl Joseph Begas Unterricht in Malkunst und so entstanden bereits sehr früh für ihr Alter weitere gelungene Figurenkompositionen und Ölgemälde. Bereits im Herbst 1842 war sie auf der Kunstausstellung zu Berlin mit einem Gemälde vertreten, welches eine Szene mit König Ludwig XIII., seiner Mutter Maria de’ Medici und Kardinal Richelieu in einem Prunkzimmer zeigt. 1844 zog sie nach Brüssel, um dort die flämischen Meister kennenzulernen und bei dem Maler und Zeichner Louis Gallait zu studieren. Mit ihren Historienbildern konnte sie zügig erste Erfolge erzielen. So konnte sie 1848 und 1851 einige ihrer Werke im Brüsseler Salon ausstellen und im Pariser Salon war sie ebenfalls 1846 und 1852 vertreten. In der Ausstellung der Berliner Akademie 1850 zeigte sie neben vier Ölgemälden auch Radierungen nach eigener Komposition und erhielt positive Kritiken. Ihre Radierkunst nutzte die Künstlerin zur Verbreitung ihrer Malerei und übertrug zum Beispiel sowohl die Halbfigur der Maria Magdalena als auch deren Kopf in Radierungen. In der Alten Nationalgalerie Berlin waren beide Radierwerke, die von der zeitgenössischen französischen Kritik als den Flamen ebenbürtige Darstellungen gefeiert worden waren, im Jahr 1881 in einer Sonderausstellung zu sehen.
1844 heiratete sie den irischen Edelmann Adolphe O’Connell und nannte sich fortan Frédérique Émilie Auguste O’Connell. 1853 siedelte sie nach Paris um, wo sie Unterricht bei Édouard Bertin nahm. Vielfach gelobt wurde die Künstlerin nach ihrer gelungenen Präsentation auf der Pariser Weltausstellung 1855, insbesondere für die Darstellung eines weiblichen Fauns (A Faunesse). 1856–1857 unternahm sie eine Reise nach Rom. Ab 1859 führte sie einen literarisch-musischen Salon in ihrer Wohnung in der Nähe des Montmartre, zu dessen Besuchern bekannte Persönlichkeiten wie Alexandre Dumas der Jüngere und die Schauspielerin Rachel gehörten. In den gleichen Räumlichkeiten bot sie ab 1859 Kunstunterricht für Mädchen an. Sie beschäftigte sich auch mit der Nachbearbeitung (Kolorieren, Retuschieren) von Aufnahmen des Fotografen Félix Nadar. Zwischen 1862 und 1865 war sie Mitglied der neu gegründeten Künstlervereinigung Société des Aquafortistes ‚Gesellschaft der Radierer‘. Ebenfalls in diesem Zeitraum erfolgte die Trennung von ihrem Ehemann, ohne dass die Ehe geschieden wurde.
Der Deutsch-Französische Krieg 1870/71 führte zur Isolation und sinkendem Interesse an dieser Künstlerin, die nie die französische Staatsangehörigkeit angenommen hatte – obwohl sie sich seit ihrer Umsiedlung nach Paris als Französin ausgab und ihre Werke in den Frankreich-Abteilungen der internationalen Ausstellungen präsentierte.
Die letzten Jahre ihres Lebens (ab 1881) verbrachte sie in einem psychiatrischen Pflegeheim in Neuilly-sur-Marne, wo sie verarmt starb.

## Schaffen
Friederike Miethe genoss eine sehr gute Schulbildung, sie war vielseitig interessiert, sowohl musisch als auch naturwissenschaftlich. Eine besondere Begabung zeigte sie beim Zeichnen von menschlichen Figuren, die sie in verschiedenen, historisierenden Szenen zusammenstellte. Die ersten internationalen Erfolge erlangte sie folglich mit Historiengemälden.
Ihr Talent zeigte sich in einer Zeit, in der deutschen Frauen der Zugang zur Ausbildung als Künstlerin nur über Privatunterricht möglich war. In ihrem Fall beschäftigte sie sich außerdem mit Historien- und Porträtmalerei sowie Radierungen, die seinerzeit traditionell eine Domäne der männlichen Künstler waren. Vielseitig interessiert pflegte sie gesellschaftlichen Umgang und lernte auf diese Weise auch ihre Auftraggeber kennen, darunter Emma Siegmund und ihren späteren Ehemann Georg Herwegh, die Schauspielerin Rachel, die Schriftsteller Théophile Gautier und Alexandre Dumas den Jüngeren, den Literaturkritiker Arsène Houssaye und weitere Angehörige des wohlhabenden und gebildeten Bürgertums.
Ihre Darstellungen werden als kraftvoll und ausdrucksstark beschrieben. Weil sie ihre menschlichen Figuren auch recht rundlich präsentiert, vergleicht man sie mit flämischen Meistern wie Rubens, van Dyck und Rembrandt. Vor allem aus ihrer Pariser Zeit sind zudem positive Kritiken erhalten, die ihre Werke als „männlich“ auszeichnen. Unter den Gemälden im Stil van Dycks war vor allem ein Porträt einer jungen blonden Frau im schwarzen Satinkleid umstritten, da es zunächst aufgrund der zugeschriebenen Ausdruckskraft fälschlicherweise als Selbstbildnis galt. Eine Porträtfotografie in Schwarz-Weiß von 1855 enthüllte jedoch, dass die Künstlerin nicht blond war und es sich wahrscheinlich nicht um ein Selbstporträt handelt.
Die 1858 entstandene Zeichnung der Rachel auf dem Totenbett führte zu einer rechtlichen Auseinandersetzung mit der Familie der Toten, weil diese meinte, die Tote wäre zu realistisch dargestellt worden.
Eine 17-jährige Schülerin, die in Paris aufgewachsene Irin und späteren Porträtmalerin Henriette Corkran (1841/42–1911), beschrieb Madame O’Connell in ihrem Buch Celebrities and I: „Die wundervoll dunklen Augen [waren] voll Feuer und Intelligenz.“ Ihr Wesen umgab „eine Aura von Energie und Kraft“, „sie hatte Vitalität und Genialität“. „Sie konzentrierte ihre Energie nicht nur auf ihre Malerei, sondern auch auf die Lösung von schwierigen mathematischen Themen, oder dem Lesen von ihrem geliebten Balzac. Sie interessierte sich auch für Menschenrechte und die Freiheit von Frauen.“
In ihrem späteren Leben „vertiefte sie sich in religiös-philosophische Studien und arbeitete auf Grund der Schriften Jakob Böhme’s an einem eigenen philosophischen Werke.“

## Werke (Auswahl)

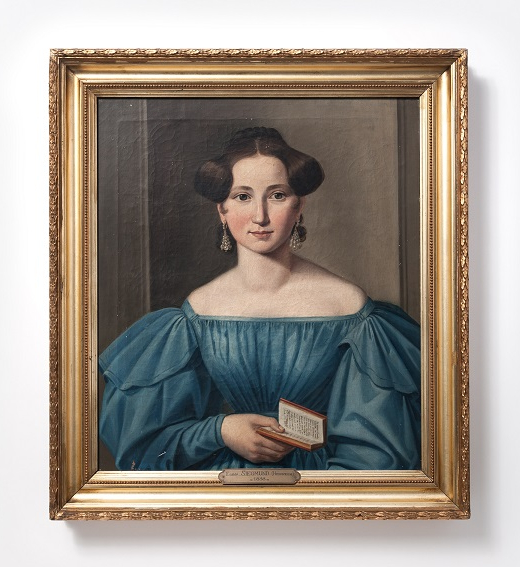
Porträt in Öl Emma Siegmund (1838)
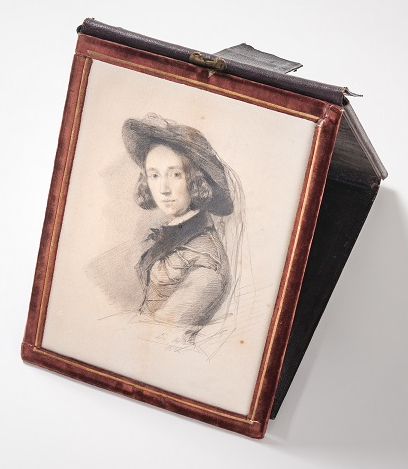
Bleistiftzeichnung Emma Siegmund (1842) in einem Reiserahmen
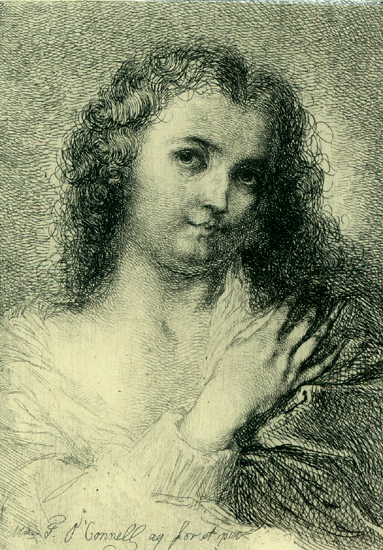
Selbstporträt (nach 1844)
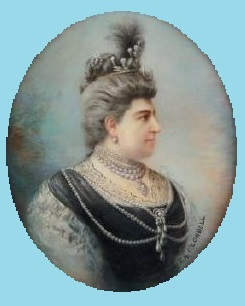
Baronesse de Talleyrand-Périgord, geb. Véra de Bénardaky
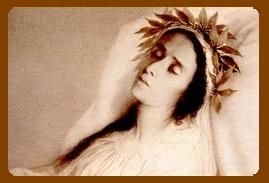
Rachel auf dem Totenbett
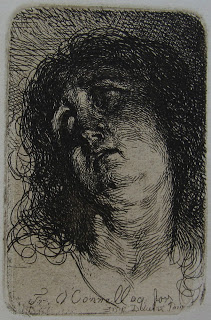
Kopf der heiligen Magdalena
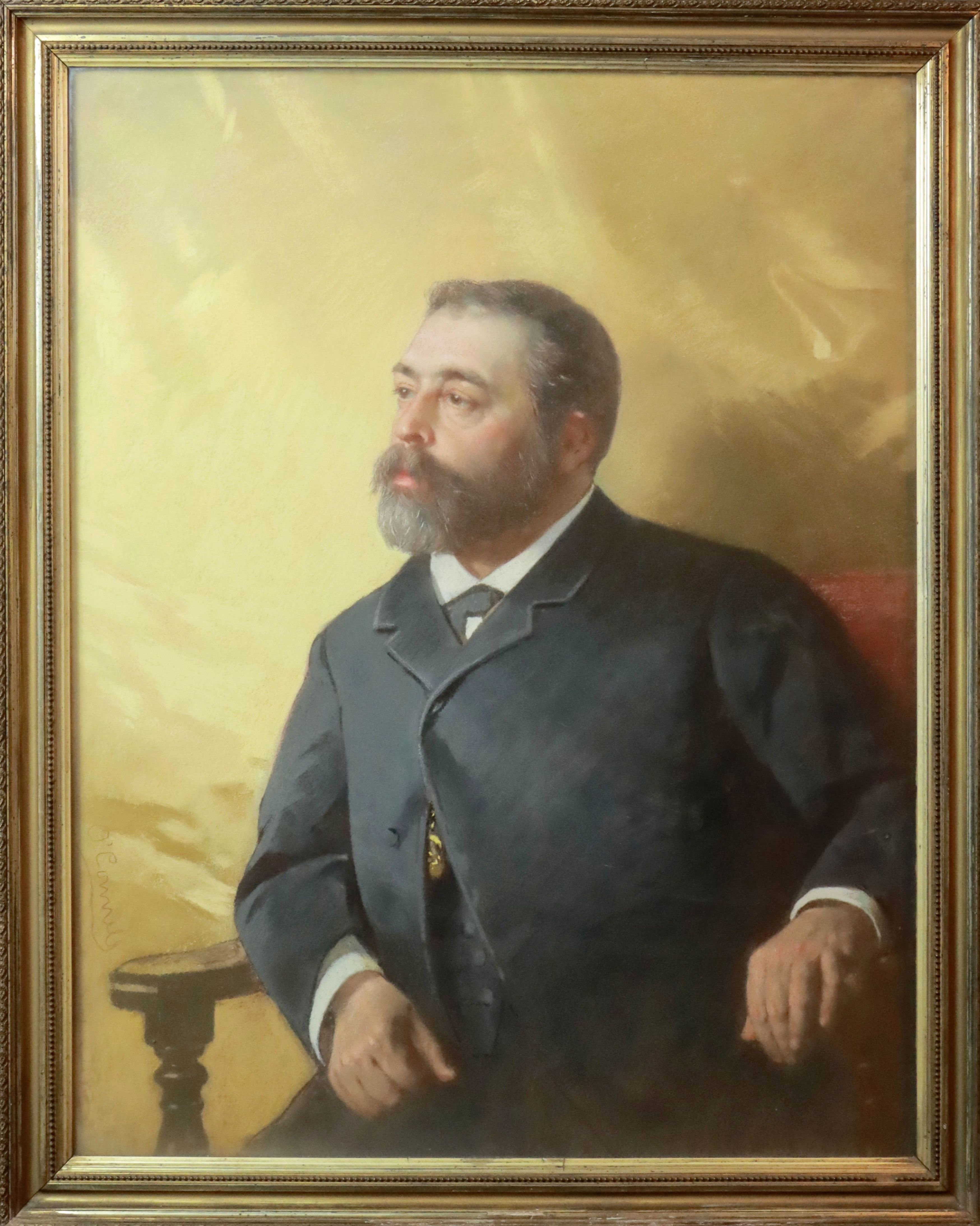
Porträt eines Mannes (Pastell)

- Brustbilder von Jöns Jacob Berzelius und Alexander von Humboldt (Öl; das Porträt von Berzelius signiert und mit der Jahreszahl 1837), Universitätsarchiv Köln, Zugang 956 Nr. 2 und 3[8]
- Raffael und La Fornarina (1838)
- Porträt der Jugendfreundin Emma Siegmund (Öl, 1838), Dichter- und Stadtmuseum Liestal, Schweiz[9][10][Anm. 6]
- Porträt der Emma Herwegh-Siegmund (Bleistiftzeichnung, 1842), Dichter- und Stadtmuseum Liestal, Schweiz[9]
- Porträt des Georg Herwegh (Aquarell, 1843), Herwegh–Archiv, Dichter- und Stadtmuseum Liestal, Schweiz[11]
- Selbstporträt (Radierung, nach 1844)
- Le meurtre du fils de Marguerite d’Anjou, devant Édouard IV, roi d’Angleterre Die Ermordung des Sohnes von Margarete von Anjou vor Eduard IV., König von England (vor 1845)[12][Anm. 7]
- Zwei Schwestern in weißen Kleidern, roten Schleifen und Blumensträußen (Öl, 1848)[13]
- Rachel in der Rolle der Phädra (Öl, 1850), Musée Carnavalet, Paris[14]
- Bildnis des Berliner Kaufmanns Ernst Adolf Neo (vor 1850), Staatliche Museen zu Berlin, Nationalgalerie[15][16]
- Die heilige Magdalena (Öl, um 1850), Staatliche Museen zu Berlin, Nationalgalerie[4]
- Porträt der Rachel (1853), Musée d’art et d’histoire du Judaïsme, Paris[17]
- Jeune Femme A La Lecture ‚Junge Frau bei der Lektüre‘ (Öl, 1853)
- Arsène Houssaye (Öl, um 1854) Schloss Versailles
- A Faunesse ‚Eine Fauna‘ (1855)
- Porträt eines jungen Mädchens mit roten Schleifen (Öl, 1856)[18][19]
- Porträt eines jungen Mädchen mit Rosen (Öl, 1857)[20]
- Rachel sur son lit de mort ‚Rachel auf dem Totenbett‘ (1858)
- Tête de Sainte Madeleine ‚Kopf der heiligen Magdalena‘ (vor 1860) Staatliche Museen zu Berlin, Kupferstichkabinett[21]
- Un Chevalier Louis XIII (Radierung, 1862), National Gallery of Art, Washington, D.C.[22][Anm. 8][23]
- Buste de jeune Femme ‚Büste einer jungen Frau‘ (Farbradierung, vor 1866)[24]
- Frauenbildnis (vor 1880, Berlin), Staatliche Museen zu Berlin, Nationalgalerie[25]
- Porträt der Baronesse de Talleyrand-Périgord, geb. Véra de Bénardaky (Pastel, um 1880)[26][27]
- Portrait d’Armand Turlot ‚Porträt des Armand Turlot‘ (Öl), Königliche Museen der Schönen Künste, Brüssel[28]
- Porträt des Théophile Gautier im Morgenrock

Viele der oben aufgeführten und weitere Werke sind in der Biographie der Frédérique O’Connell von Philippe Burty aufgeführt und beschrieben.